# Alois Ander

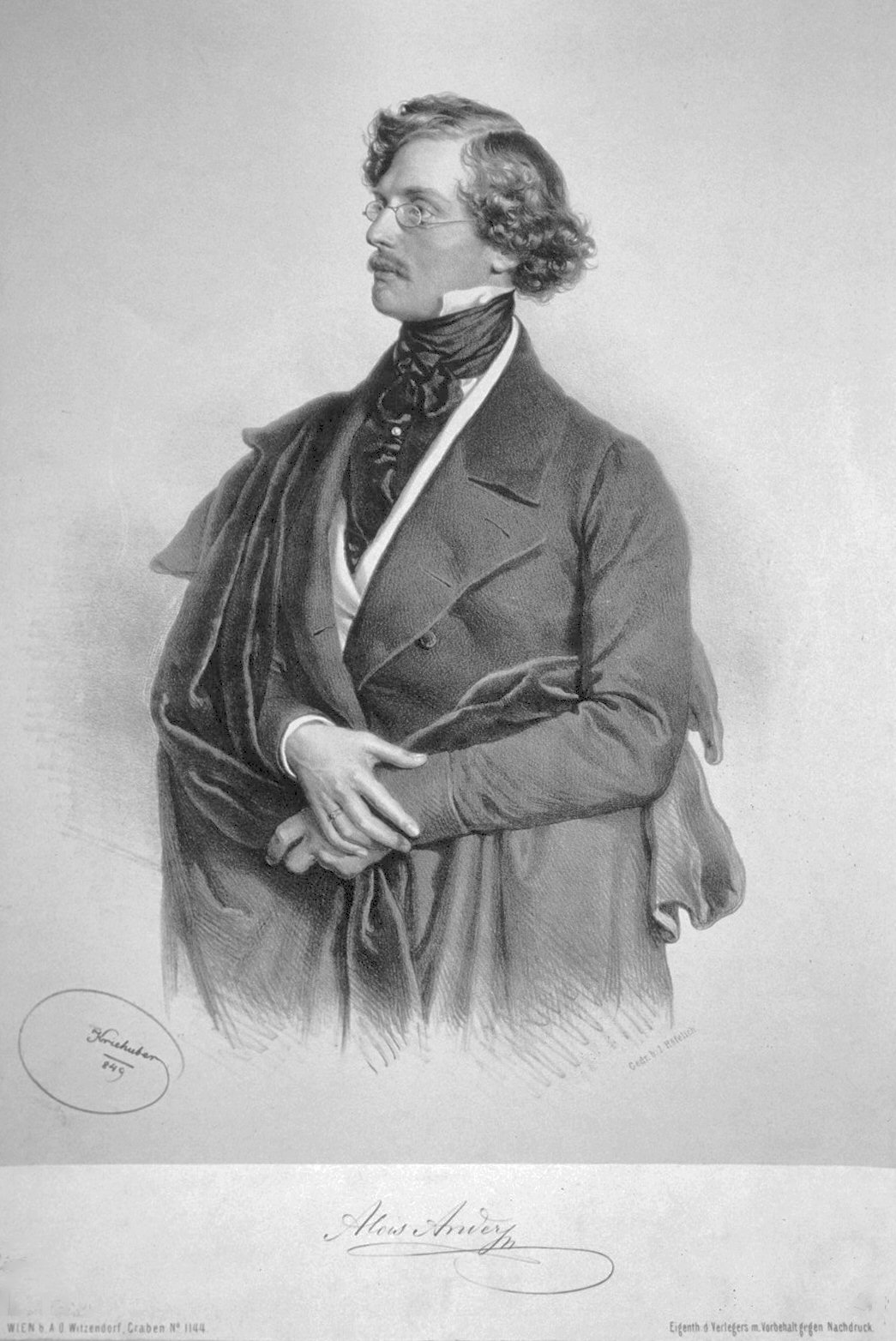
Alois Ander, Lithographie von Josef Kriehuber, 1849

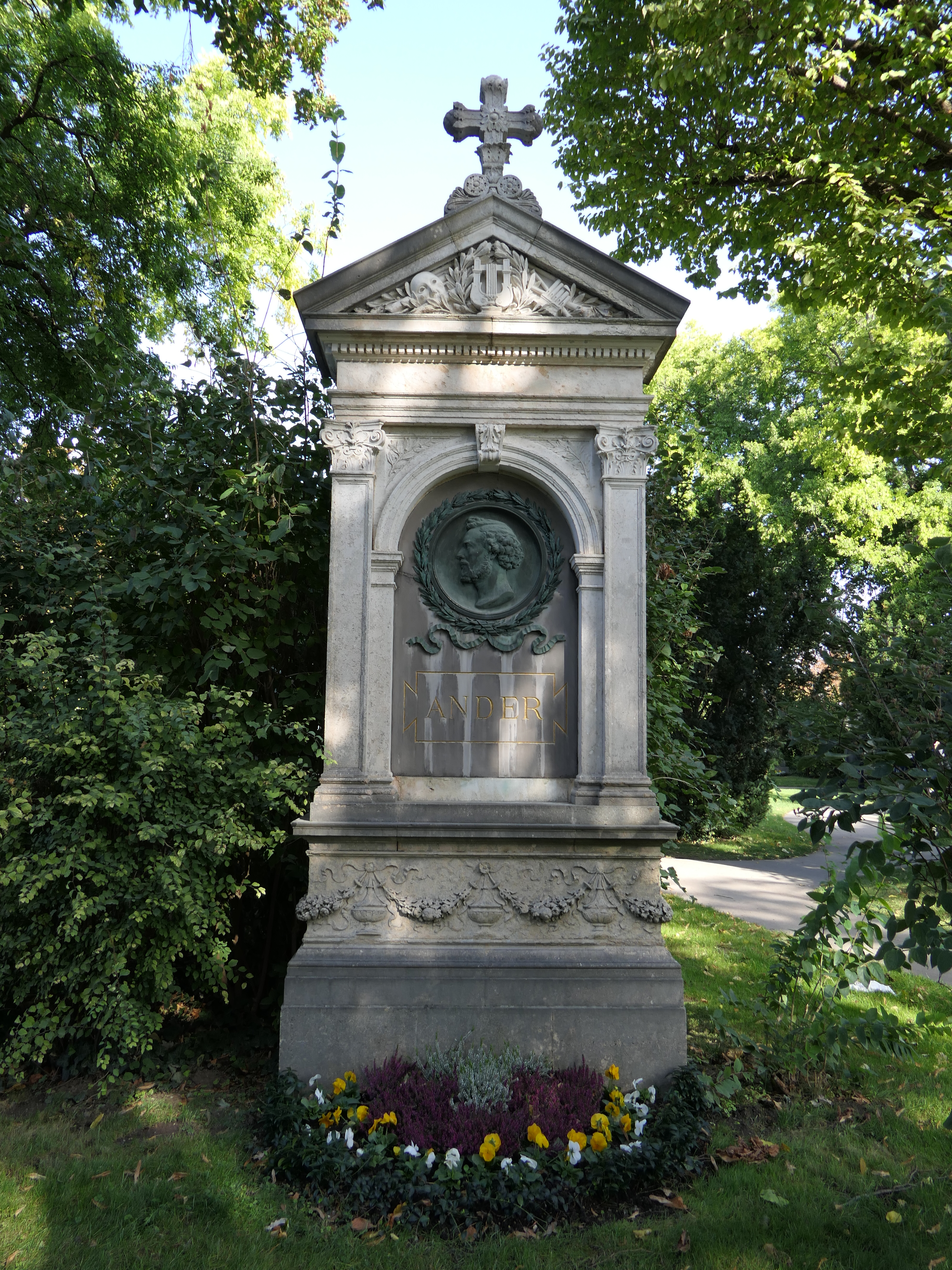
Grab von Alois Ander

Alois Ander, eigentlich Aloys Anderle (* 10. August 1821 in  Libitz an der Doubrawa, Böhmen; † 11. Dezember 1864 in Wartenberg) war ein österreichischer Opernsänger (Tenor).

## Leben
Alois Ander wurde 1845 durch Vermittlung des Sängers Franz Wild an der Wiener Hofoper engagiert, wo er zuerst mit  Erfolg in der Rolle des Alessandro Stradella in (Flotows gleichnamiger Oper), die Wild ihm einstudiert hatte, auftrat. Zu seinen wichtigsten Opernpartien zählten Tamino in Mozarts Die Zauberflöte, Edgardo in Donizettis Lucia di Lammermoor, Johann von Leyden in Meyerbeers Der Prophet sowie Wagners Lohengrin und Tannhäuser. Für die in Wien geplante, jedoch schließlich abgesagte Uraufführung von Tristan und Isolde studierte er 1861 bis 1863 den Tristan. Er war Liebling des Publikums und ist Wien treu geblieben trotz lockender Engagementsanträge, die infolge seiner Gastspielreisen an ihn ergingen. Eine seiner letzten wichtigen Rollen war der Franz Waldung in der Uraufführung von Jacques Offenbachs Die Rheinnixen am 4. Februar 1864. Offenbach hatte die Partie wegen Ander jedoch stark kürzen müssen. Richard Wagners Hoffnung, dass Ander sein erster Tristan werde, führte dazu, dass die Wagnerianer gegen Offenbachs Werk eingenommen waren.
Ander starb im Bad Wartenberg im Böhmischen Paradies, in letzter Zeit von einer Geistesstörung befallen.
Sein Gesang zeichnete sich weniger durch heroische Kraft und scharfe Charakteristik des Ausdrucks als durch Poesie, Innigkeit und künstlerischen Ernst aus, welcher seinen dramatischen Gestaltungen einen eigentümlichen Reiz verlieh.
Alois Ander wurde am 16. Dezember 1864 in einem eigenen Grab im Matzleinsdorfer Friedhof beerdigt. Am 13. Februar 1869 wurde er in eine eigene Gruft im selben Friedhof exhumiert und am 24. Oktober 1894, gemeinsam mit seinem 1858 gestorbenen Sohn Nikolaus, in ein Ehrengrab auf dem Wiener Zentralfriedhof (Gruppe 32 A, Nummer 14) überführt. Im Jahr 1894 wurde anlässlich dieser Überführung in Wien-Hernals (17. Bezirk) die Andergasse nach ihm benannt.